# Costa Teguise
Costa Teguise es una localidad costera en la isla de Lanzarote (Canarias, España). Pertenece al municipio de Teguise y es una de las tres principales zonas turísticas de la isla, junto con Puerto del Carmen y Playa Blanca. La localidad goza de zonas de playa, ambiente tranquilo y un clima cálido, refrescado por una brisa atlántica durante todo el año. Costa Teguise se sitúa a unos 4 km (10 minutos en coche) al norte de Arrecife, la capital de la isla, y a unos 14 km (16 minutos en coche) del Aeropuerto César Manrique Lanzarote.

## Historia
La llamada "Costa Teguise” proviene de un topónimo moderno, oficial y turístico, antiguamente llamada como “Río Tinto”, denominación local popular, siempre oral. Era denominada así porque Río Tinto fue la primera promoción turística de la zona.
Costa Teguise adquirió su diferenciación del municipio de Teguise porque el grupo Explosivos Río Tinto (ERT), dirigido entonces por Leopoldo Calvo-Sotelo, adquirió una finca de 12 millones de metros cuadrados. El fin de la compra era la creación de una urbanización turística de alto nivel a la que bautizó como "Urbanización Costa de Teguise”, que fue por tanto, planificado desde el principio como un núcleo turístico de la isla. Comenzó su construcción en el año 1970 con el primer hotel de 5 estrellas de Lanzarote, actualmente denominado “Gran Meliá Salinas”, que fue diseñado por el arquitecto Fernando Higueras con la colaboración del famoso artista local César Manrique. A este le han seguido muchos otros hoteles de 4 y 5 estrellas, apartamentos de lujo y resorts vacacionales.

## Playas

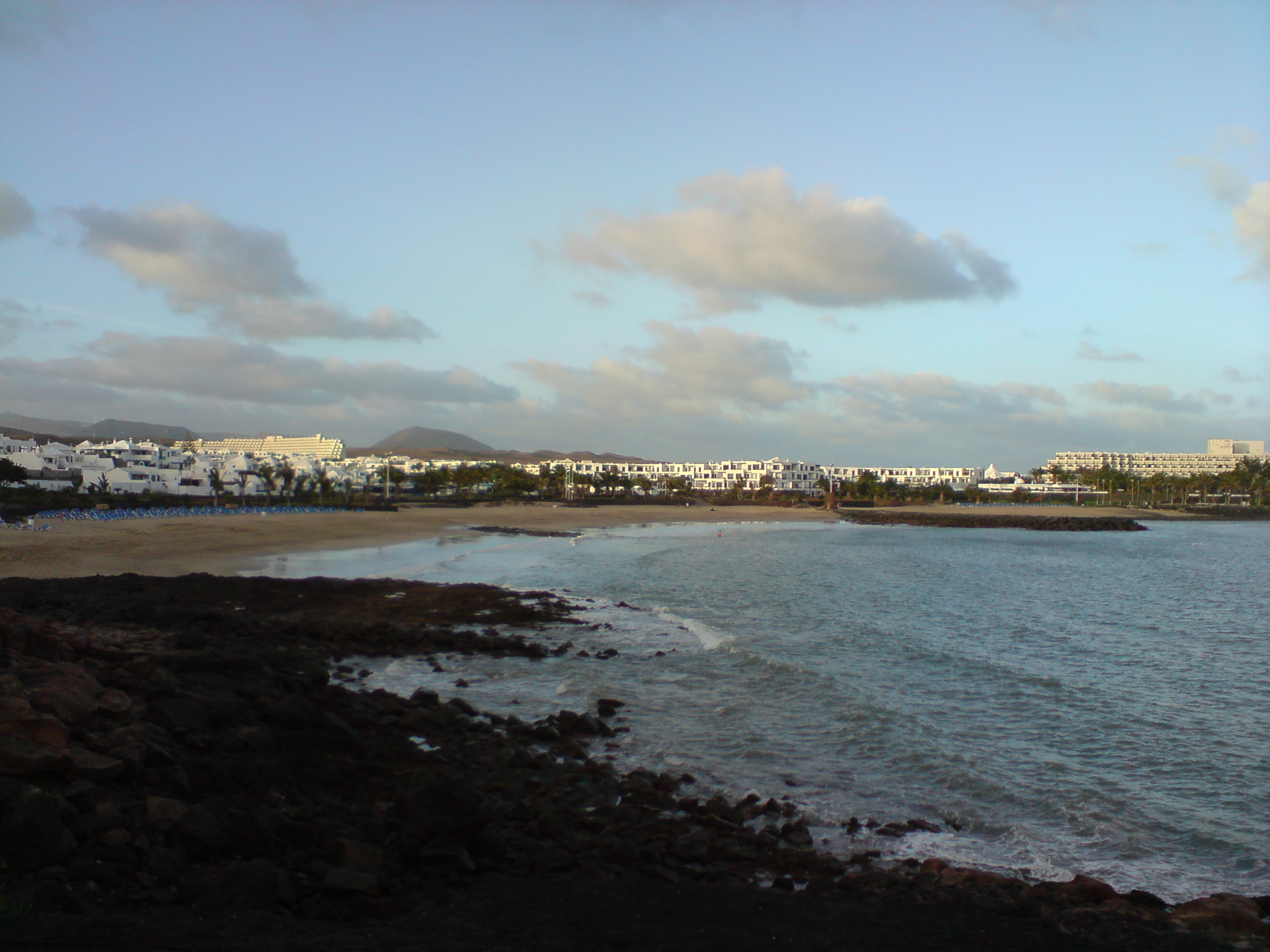
Playa de las Cucharas.

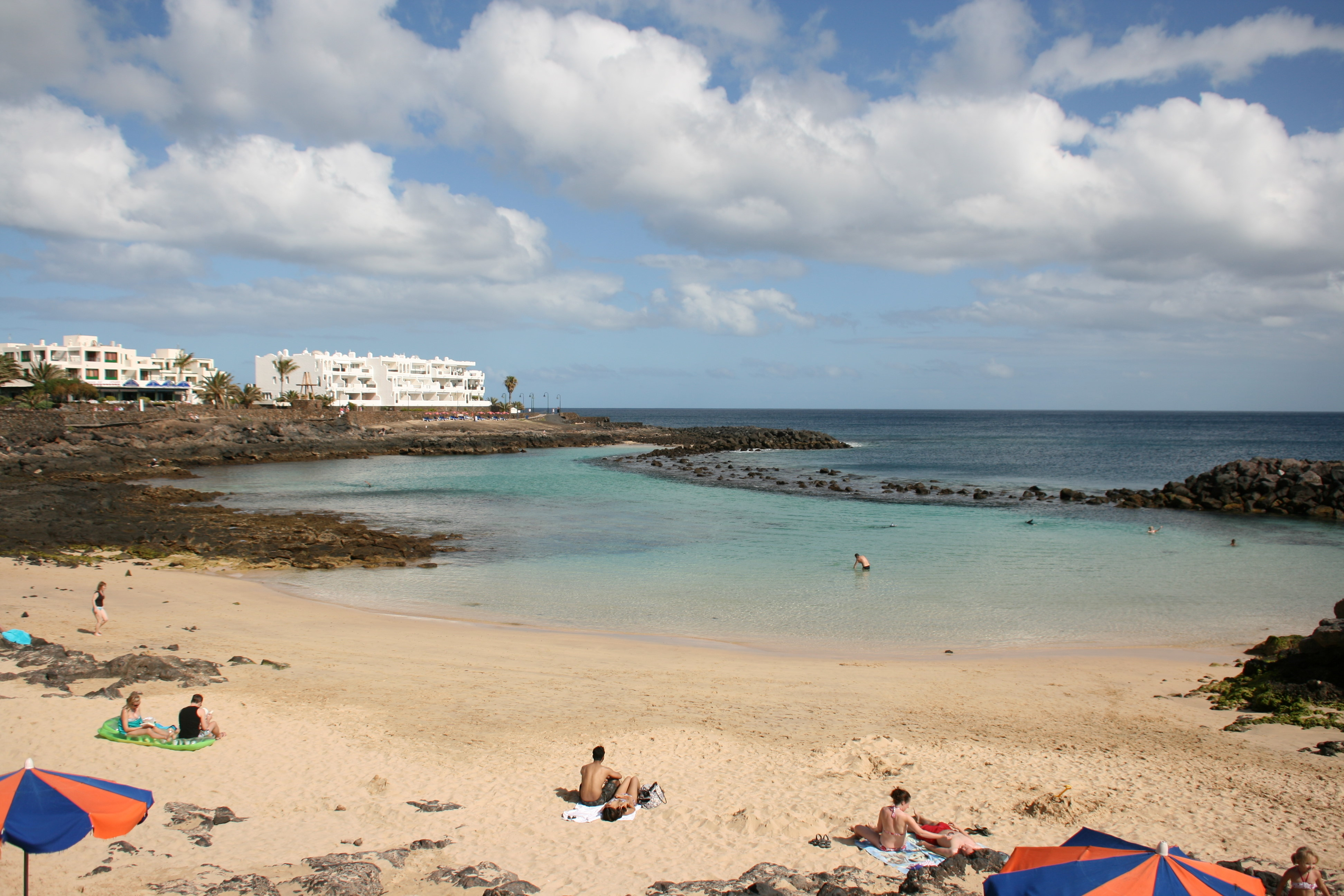
Playa del Jablillo.

La localidad cuenta con doce playas principales, todas de origen natural:
- Playa de las Cucharas es una playa con más de medio kilómetro de longitud, la más larga de Costa Teguise y la única con arena tostada. Es muy conocida para la práctica del windsurf. A lo largo de esta se pueden observar diversas escuelas de windsurf, restaurantes, tiendas y hoteles.[4]
- Playa de los Charcos está seguida de la Playa de las Cucharas, cuenta con unos 300 metros de largo. Es una playa de arena blanca y fuertemente azotada por rachas de viento. Sin embargo, dispone de un rompeolas que bordea casi al completo la playa y la resguardan del fuerte oleaje y corrientes.
- Playa del Jablillo es una de las principales playas turísticas de Costa Teguise. Al igual que la playa de los Charcos dispone de un rompeolas, lo que permite estar resguardada de las fuertes corrientes y oleaje. Al igual que en la playa de las Cucharas, se puede encontrar un paseo marítimo rodeado de restaurantes y hoteles.
- Playa Bastián está situada en una zona urbana de la isla, se puede acceder a ella cruzando el paseo marítimo. Es de arena marrón, más oscura que la de las playas anteriores.

## Turismo
Costa Teguise es un de los principales destinos turísticos de la isla de Lanzarote. Cuenta con diversas actividades preparadas para los turistas como empresas de actividades náuticas, donde se puede practicar windsurf, submarinismo o kitesurf. También diversos establecimientos para el ocio, como una amplia selección de restaurantes, bares, cafeterías, lugares de ocio nocturno o salones recreativos. Dispone de diversos comercios como supermercados, bazares, oficinas bancarias, servicios sanitarios o de alquiler de automóviles entre otros. Los principales países de origen de los turistas en Costa Teguise son británicos, Alemanes, Irlandeses y Españoles (turismo nacional). Es un turismo principalmente de sol y playa, especialmente en los meses de otoño, donde la demanda aumenta considerablemente.

## Ocio y deporte
En la isla de Lanzarote existe una gran variedad de posibilidades para disfrutar de deportes como el windsurf y kitesurf. Una de las principales playas que ofrece oportunidades de practicar, especialmente windsurf, durante todo el año es la Playa de las Cucharas en Costa Teguise, ya que es uno de los lugares de aceleración de los vientos alisios, que son constantes y habituales, soplando con mayor frecuencia en primavera y verano, especialmente en todo el mes de julio.
A lo largo de la costa de la Playa de las Cucharas se pueden encontrar diversas escuelas para alquilar el material y clases para los distintos niveles. En esta misma playa cada año se celebra el evento freestyle del PWA World Tour, uno de los campeonatos del mundo más importantes de windsurf.
Costa Teguise cuenta con dos grandes centros de deporte, donde se da la oportunidad de alojarse en un ambiente deportivo y concurrido de deportistas de élite. Ambos cuentan con pistas de tenis, canchas de pádel, piscina y gimnasio completamente equipado, además de proporcionar diversos eventos deportivos organizados por estos. El Club Deportivo Santa Rosa está situado en una de las calles principales de Costa Teguise, y el Club Sands Beach a escasos metros de la playa.
Desde finales de la década de 1970 Costa Teguise cuenta con un campo de golf, el único durante los 30 años siguientes en la isla de Lanzarote. Este campo de golf está situado al pie de un antiguo volcán, desde donde se puede ver el Océano Atlántico, aprovechando las palmeras y el picón natural de la isla como parte de su recorrido.

## Transporte
Costa Teguise tiene una amplia red de transporte al ser uno de los núcleos turísticos principales de la isla. El transporte público consiste en un servicio de guaguas (autobuses). A continuación las líneas que conectan Costa Teguise con el resto de la isla:
- Línea 01: Costa Teguise - Arrecife.
- Línea 03: Costa Teguise - Arrecife - Puerto del Carmen.
- Línea 11: Costa Teguise - mercadillo de Teguise (solo los domingos).
- Línea 25: Costa Teguise - Arrecife - Puerto del Carmen - Puerto Calero.
- Línea 31: Costa Teguise - Caleta de Famara (via Teguise)
- Línea 33: Costa Teguise - Caleta de Famara - Muñique

## Centros educativos
- CEIP Costa Teguise[12]
- IES Costa Teguise[13]